# Mouche
Een mouche (Frans voor: vlieg; meervoud: mouches), ook wel tache de beauté genoemd, is een zwart pleistertje. Op gezicht, schouder of borsten geplakt laat het, door het contrast, de blankheid van de huid beter uitkomen en legt het accent op de sterke punten van de dame of heer in kwestie.

## Geschiedenis
Een vroege vermelding van deze mode vindt men in de memoires van Madame de Genlis, zij verbleef aan het hof van Lodewijk XIV.
In de 18e en 19e eeuw werd een zeer blanke huid gewaardeerd als teken van schoonheid. Een mooie vrouw kon volgens de opvattingen van die tijd niet door de zon gebruind zijn. Wanneer de teint niet blank genoeg was werd rijstpoeder of schmink gebruikt. Voor wie in de 19e eeuw niet rijk genoeg was voor dit blanketsel bracht het goedkopere aardappelmeel uitkomst.
Elegante dames, en ook verfijnde heren, droegen tot aan de Franse Revolutie mouches. De revolutie legde de nadruk op "natuurlijkheid" en de mouche, deel van de Franse hofcultuur, verdween. Ook in de romantiek werden de mouches verfoeid, zij die ze nog droegen lieten zien zeer ouderwets en tegelijk gekunsteld te zijn.
De Franse mode werd in heel Europa gevolgd. Men zag dan ook mouches van Stockholm tot Napels. De burgerij deed er niet aan, de adel wel.
In Venetië werden ook mouches gedragen, daar werd de mouche op de kin "galante" genoemd.

## Kenmerken

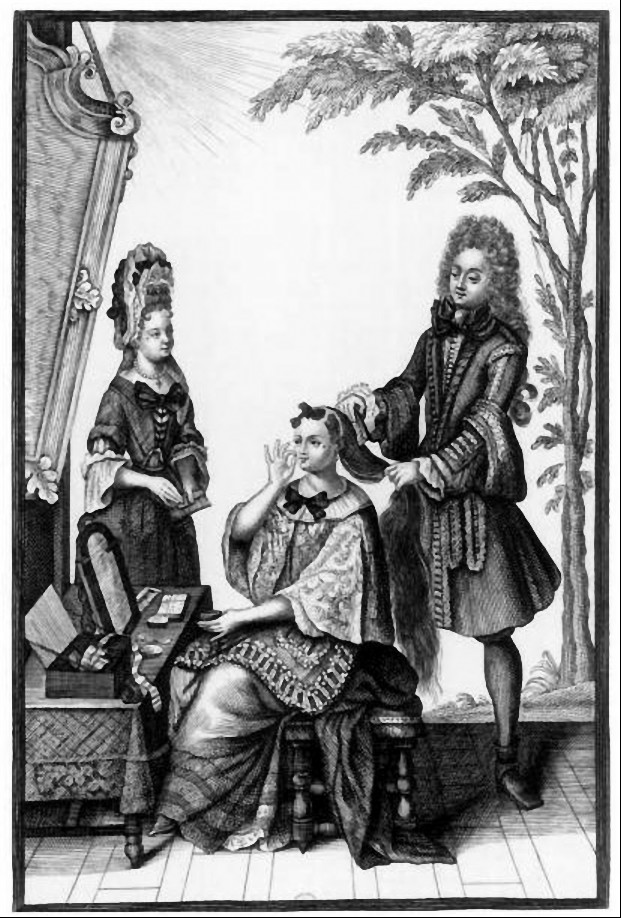
„Le Matin“, het ochtendtoilet door N. Arnould. Rond 1700.

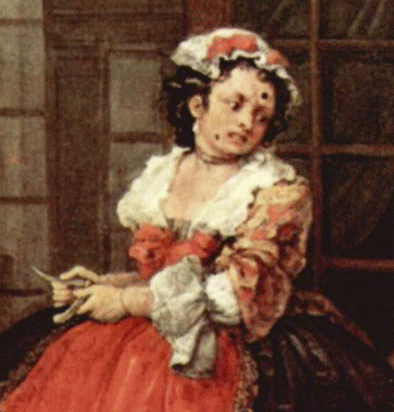
Hoer met mouches in een schilderij van Hogarth

Mouches waren meestal van taft, fluweel of zijde en werden met Arabische gom bevestigd. Ook mouches van fijn papier komen voor. Vaak waren zij rond maar ook sterretjes, maansikkeltjes, hartjes en ruiten werden in de vorm van mouches op de huid geplakt. De mouches werden in een speciaal daarvoor vervaardigd doosje, de boîtes à mouches, bewaard. Deze ovale of ronde doosjes werden in papier maché of kostbare materialen zoals zilver of palissander vervaardigd.

## Betekenis
In de zeer erotisch geladen sfeer van Venetië en van het Franse hof werden de mouches gebruikt om aan ingewijden boodschappen door te geven. De positie van de mouche verklaarde de zorgvuldige en ingewijde beschouwer in welke gemoedstoestand een dame was.
- De hartstochtelijke vrouw (la passionnée) – in de ooghoek;
- De majestueuze vrouw (la majestueuse) – midden op het voorhoofd;
- De schertsende vrouw (l’enjouée) – op de lachrimpeltjes in de ooghoek;
- De tot avontuurtjes geneigde vrouw (la galante) – op de linkerwang;
- De vrouw die graag kust (la baiseuse) – in de mondhoek;
- De uitbundige vrouw (la gaillarde) – op de neus;
- De kokette vrouw (la coquette) – boven de lippen;
- De diskrete vrouw (la discrète) – onder de onderlip maar net niet op de kin;

Wanneer een mouche een kleine schoonheidsfout zoals een wratje of puistje bedekte sprak men van een "dievegge" of (voleuse).
Van een mouche in de ooghoek wordt verteld dat het een onweerstaanbare hartenbreekster, een assassine, aanduiden moet terwijl de mouche op de borst, zichtbaar in het decolleté een révéleuse aanduidde, die graag meer wilde onthullen
Andere bronnen noemen:
- De averse vrouw (La recéleuse ) - schuin op het voorhoofd
- De beledigde vrouw (l'effrontée ) - op de punt van de neus
- De vrouw die nog niet heeft weten te kiezen (L'indecise) - op het rechterjukbeen

La Fontaine beschreef de rol van de mouches in dit gedicht:
"Je rehausse d’un teint la blancheur naturelle
Et la dernière main que met à sa beauté
Une femme allant en conquête"".
De bronnen spreken elkaar tegen over de precieze betekenis van de mouches. Zoals bij ieder pikant geheim is er onzekerheid over de details en de codes kunnen in de loop der jaren zijn veranderd. Er zijn ook regionale verschillen denkbaar.